# Mexicana de Aviación
Mexicana de Aviación var et mexicansk luftfartsselskab, som brugte Mexico Citys Internationale Lufthavn som hovedknudepunkt. Selskabet var ejet af Grupo Posadas.
Selskabet blev grundlagt i 1921 med det formål at transportere passagerer og post. Ruten mellem Mexico City og Tampico var den første rute, som selskabet begyndte at flyve på. Selskabet indstillede driften i 2010 efter at være gået fallit.